# Fouquerolles
Fouquerolles – miejscowość i gmina we Francji, w regionie Hauts-de-France, w departamencie Oise.
Według danych na rok 1990 gminę zamieszkiwały 272 osoby, a gęstość zaludnienia wynosiła 27 osób/km² (wśród 2293 gmin Pikardii Fouquerolles plasuje się na 727. miejscu pod względem liczby ludności, natomiast pod względem powierzchni na miejscu 449.).